# Marta Belenguer
Marta Belenguer (València, 1969) és una actriu valenciana de teatre, televisió i cinema.
Entre els seus treballs més destacats es troben el curt 7:35 de la mañana, de Nacho Vigalondo, que va ser nominat al premi Óscar en 2005, El futuro está en el porno, de Vicente Villanueva, curtmetratge en el qual interpreta a una dona mentalment inestable que parla sobre diferents temes vitals o s'inventa ximpleries en el seu treball de teleoperadora, i el curtmetratge Casa (2006) de Manuel Sánchez Muñoz.
En televisió, va participar en la sèrie Aquí no hay quien viva en la temporada 2004. En 2006 va entrar a formar part del repartiment de la sèrie Camera Café, on va interpretar a l'administrativa Nacha, més tard va participar en un episodi de La que se avecina.
Posteriorment va treballar en la sèrie de Canal 9 Check-in hotel (2009-2010), en la sèrie d'Antena 3 Impares i en la comèdia de TVE Stamos okupa2.
En 2016 va interpretar a la forense Carmen Díaz en la segona temporada de la sèrie de televisió Bajo sospecha, emesa en Antena 3. En aquesta sèrie comparteix treball amb actors com Yon González, Concha Velasco o Lluís Homar entre d'altres.

## Filmografia

### Cinema

#### Llargmetratges[6]
- Tranvía a la Malvarrosa (1997), de José Luis García Sánchez.
- Siempre hay un camino a la derecha (1999), de José Luis García Sánchez.
- Celos (1999), de Vicente Aranda.
- Shacky Carmine (1999), de Chema de la Peña.
- San Bernardo (2000), de Joan Potau.
- El gran marciano (2000), d'Antonio Hernández.
- Amor, curiosidad, prozac y dudas (2001), de Miguel Santesmases.
- Oculto (2005), d'Antonio Hernández.
- El menor de los males (2007), d'Antonio Hernández.

#### Curtmetratges[6]
- Bajo la piel, de Guillermo Escribano.
- Picket, de Thomas Obermaier.
- 7:35 de la mañana (2003), de Nacho Vigalondo (Curtmetratge nominat a l'Òscar)
- Yakar (Esperanza) (2004), de Guillermo Sampere.
- El futuro está en el porno (2005), de Vicente Villanueva.
- Otro corto con niños (2006), de Darío Adanti.
- Eres (2006), de Vicente Villanueva.
- Casa (2006), de Manuel Sánchez Muñoz.
- Mariquita con perro (2007), de Vicente Villanueva.
- Elena quiere (2007), de Lino Escalera (Sección oficial del Festival de cine de Málaga 2007)
- Lala (2009), d'Esteban Crespo García
- Algo queda (2010), d'Ana Lorenz
- Zombi (2013)

### Televisió[6]
- Herència de sang
- Farmacia de guardia (episòdic)
- La casa de los líos (1997)
- Éste es mi barrio (1996-1997)
- Manos a la obra (1998) (episòdic)
- Señor alcalde (1998) (episòdic)
- Famosos y familia (1999)
- El secreto de la porcelana (1999) (mini sèrie)
- Dime que me quieres (2001)
- Hospital Central (2004) (episòdic)
- El comisario (2000, 2005) (episòdic) com a Angelines.
- Aquí no hay quien viva (2004-2005) com a Alba.
- Camera Café (2006- 2009) como Nacha.
- ¡Fibrilando! (2009 - 2010)
- Check-in hotel (2009)
- Impares (2010)
- La que se avecina (2011) (episòdic) com a Blanca.
- Parejología 3x2 (2011).
- Senyor Retor (2011). 2 episodis, com a Conxin.
- El Do d'Alba, 2012, com Helena.
- Stamos okupa2 (2012)
- Los cuñados (2012).
- Anclados (2015)
- Bajo sospecha (2016) com a Carmen la forense (10 episodis).
- Me resbala (2017) com a Invitada (1 programa).

### Teatre[6]
- 5 y... Acción, de Javier Veiga (2015-).
- Bebé, de Rafael Calatayud.[1]
- Teràpies, de Rafael Calatayud. (Millor espectacle dels Premis de la Generalitat).
- A veces maburro, de Rafael Ponce.
- Peribáñez o el comendador de Ocaña, de Lope de Vega.
- [6]Don Juan, de Molière.
- Los monólogos de la vagina, de Gabriel Olivares.

### Uns altres
- Videoclip De qué lado estas de Rebeca Jiménez. (2012).

## Premis[6]
- Premi a la millor actriu en el VII Festival Internacional de Curtmetratges de Torrelavega (2006)
- Premi a la millor actriu en el Festival de Cinema d'Alacant per El futuro está en el porno.
- Premi a la millor actriu en el VII Festival de Curts FIB per El futuro está en el porno.
- Premi a la millor actriu en la IX Mostra de Cinema Jove d'Elx per El futuro está en el porno.
- Premi a la millor interpretació en el V Festival Europeu de Curtmetratges de Reus per El futuro está en el porno.
- Esment Especial del jurat en l'II Certamen Nacional de Curtmetratges de Comèdia de Tarassona i El Moncayo Paco Martínez Soria per El futuro está en el porno.
- Esment Especial del Jurat en el VII Festival Internacional de Curtmetratges i Cinema Alternatiu de Benalmàdena per El futuro está en el porno.
- Premi a la millor actriu en l'IV Festival de Curtmetratges d'Arona per El futuro está en el porno.
- Premi de les Arts Escèniques de la Generalitat Valenciana.
- Nominada al Premis Chivas Regal de les Arts Escéncias per A veces me aburro.
- Nominada al Premi a la millor actriu de repartiment de l'Associació d'Actors de Madrid per Don Joan de Molière.